# Калаврита
Кала́врита (греч. Καλάβρυτα) — малый город в Греции. Расположен на высоте 764 метров над уровнем моря на склонах хребта Ароания в горной части Ахеи. Находится в северной части полуострова Пелопоннеса, в 142 километрах к западу от Афин и в 41 километре к юго-востоку от Патр. Административный центр одноимённой общины (дима) в периферийной единице Ахее в периферии Западной Греции. Население 1674 жителя по переписи 2011 года.

## История
Калаврита была построена на месте древнего аркадийского поселения Кинефы (Κυναίθη). Считается, что своё название город получил во времена франкского правления XIII века, когда город являлся резиденцией одного из 12 баронов Ахейского княжества — барона Отона де Турне, который построил замок на руинах акрополя древней Кинефы. В Морейской хронике, согласно французскому произношению, упоминается как Calovrate. В 1430 году Калаврита стала центром одного из трех независимых византийских деспотатов, на которые был разделен Пелопоннес, во главе с Фомой Палеологом. Спустя два года деспотом Калавриты стал Константин Палеолог, оставаясь им вплоть до 1443 года.
Калаврита участвовала в борьбе за независимость Греции в 1770 году и в 1821 году. В первом случае митрополит Старых Патр Парфений призвал жителей региона к восстанию. А в 1821 году монастырь Святой Лавры Калавриты начал восстание против правителей Пелопоннеса, которые находились в этом регионе. С марта 1821 года в Калаврите вспыхивают регулярные восстания против турок. За неповиновение жителей Калавриты турки дважды сжигали город, в 1826 и 1827 годах. Американский протестантский миссионер, который посетил город в 1829 году, упоминает большие разрушения в городе, однако указывает на то, что в городе также сохранились некоторые строения.
В административных данных 1836 года Калаврита упоминается под названием Кинефа.

## Резня в Калаврите

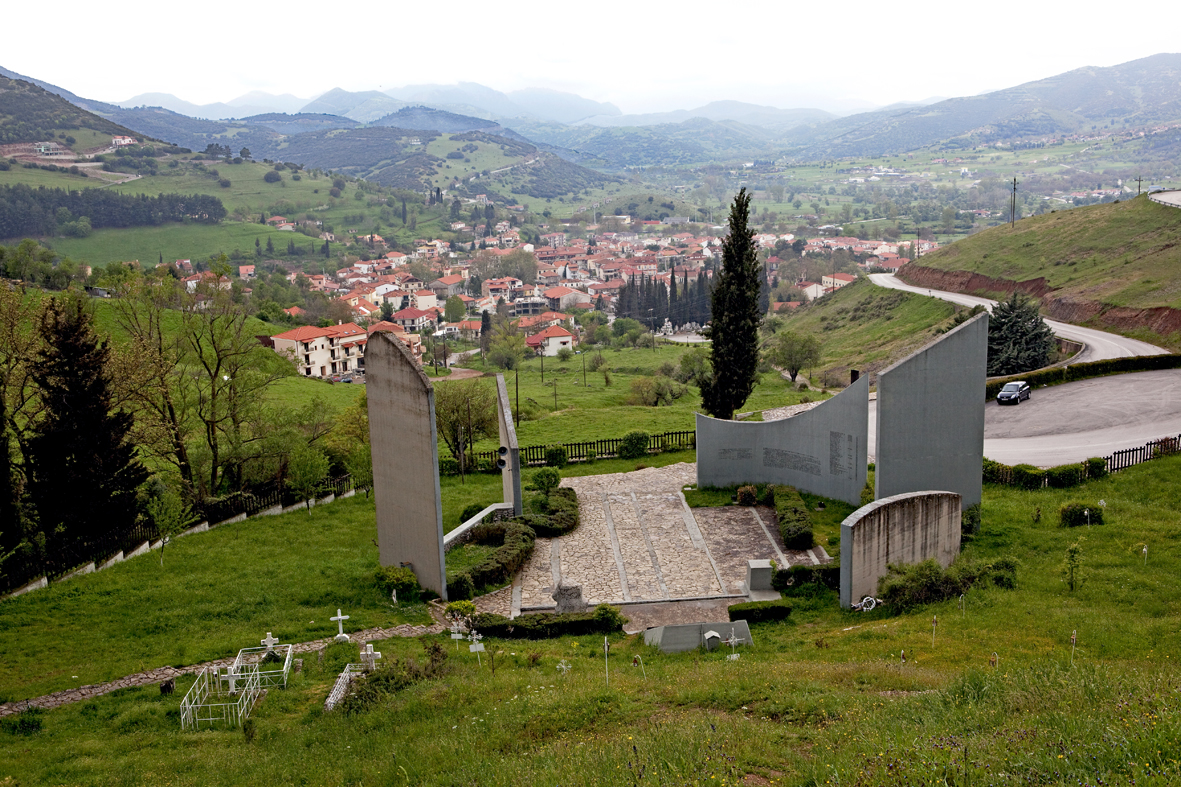
Вид на Калавриту с мемориала погибшим в резне 1943 года

Калаврита была одним из тех мест в Греции, которые были подвергнуты сильным репрессиям во времена немецкой оккупации. 13 декабря 1943 году немецкая армия расстреляла почти все мужское население города и сожгла его.
В разных источниках указываются противоречивые данные о числе погибших, однако большинство источников сходятся на цифре в 800 погибших жителей.

## Калаврита сегодня
Сегодня город считается одним из важнейших туристических центров на Пелопоннесе. В зимнее время сюда приезжает большое число туристов, чтобы покататься на склонах местных гор. В районе Калаврите расположен один из крупнейших горнолыжных центров Греции. Среди других туристических достопримечательностей выделяются монастыри Святая Лавра и Мега-Спилео, а также местные природные памятники: Пещера озёр недалеко от села Кастрия и ущелье реки Вурайкос, через которое проходит знаменитая зубчатая железная дорога.

## Зубчатая железная дорога Диакоптон — Калаврита

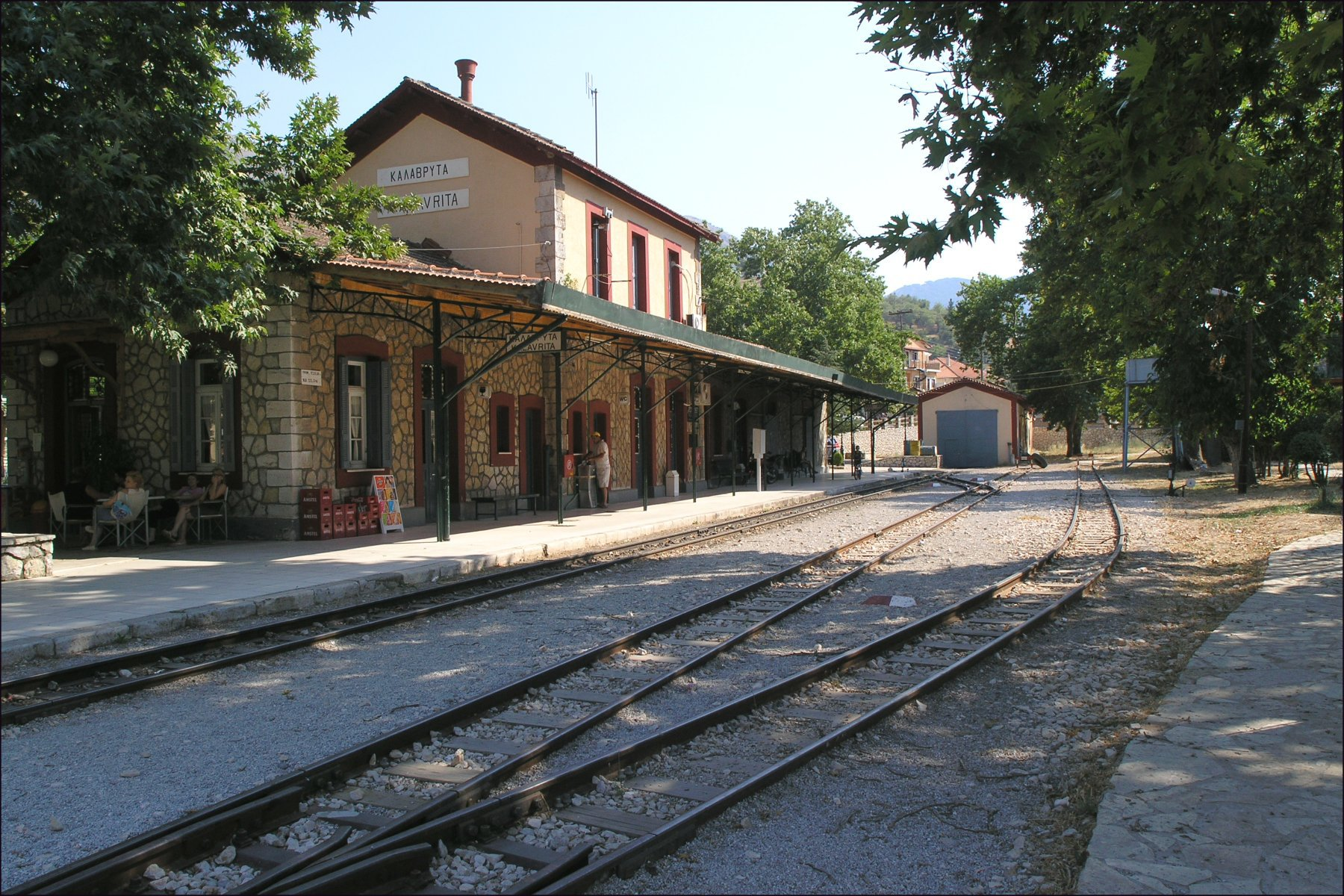
Железнодорожная станция «Калаврита»

Зубчатая железная дорога была построена и открыта в 1895 году и была призвана соединить город Диакоптон на побережье залива Коринфского залива и Калавриту. Эта дорога была одним из самых сложных проектов своего времени из-за сложного рельефа местности и большой высоты, на которой проложена дорога. Сейчас эта железная дорога является самой высокогорной в Греции. Чтобы поезд мог передвигаться по дороге с большим уклоном, на участках с углом наклона более 10 % проложен третий зубчатый рельс. На всем протяжении железная дорога проходит через множество мостов, ущелий и тоннелей общей протяженностью 22 километров.

## Сообщество Калаврита
В общинное сообщество Калаврита входят шесть населённых пунктов и монастырь Святая Лавра. Население 1829 жителей по переписи 2011 года. Площадь 66,399 квадратного километра.
| Населённый пункт       | Население (2011), человек |
| ---------------------- | ------------------------- |
| Авлон                  | 31                        |
| Врахнион               | 13                        |
| Калаврита              | 1674                      |
| Крастики               | 54                        |
| Монастырь Святая Лавра | 10                        |
| Сувардон               | 38                        |
| Стаси-Кирпинис         | 9                         |

## Население
| Год  | Население, человек |
| ---- | ------------------ |
| 1991 | 1848               |
| 2001 | 1679               |
| 2011 | ↘ 1674             |